# Lac Boivin (Granby)
Pour les articles homonymes, voir Boivin et Lac Boivin.
Le lac Boivin est un lac situé dans la ville de Granby, en Estrie au Québec (Canada).
Alimenté par la rivière Yamaska Nord et le réservoir Choinière, le lac Boivin est situé directement dans la ville de Granby et sert à la fois de lieu de conservation de la nature, de lieu de loisir et de tourisme. À proximité du lac se retrouve le centre d'interprétation de la nature du lac Boivin qui inclut 9,7 kilomètres de sentier, 2 tours d'observation et 400 mètres de passerelles. Une zone marécageuse est situé au Nord-Est du lac et le réservoir Lemieux est situé au Sud-Est.

## Galerie

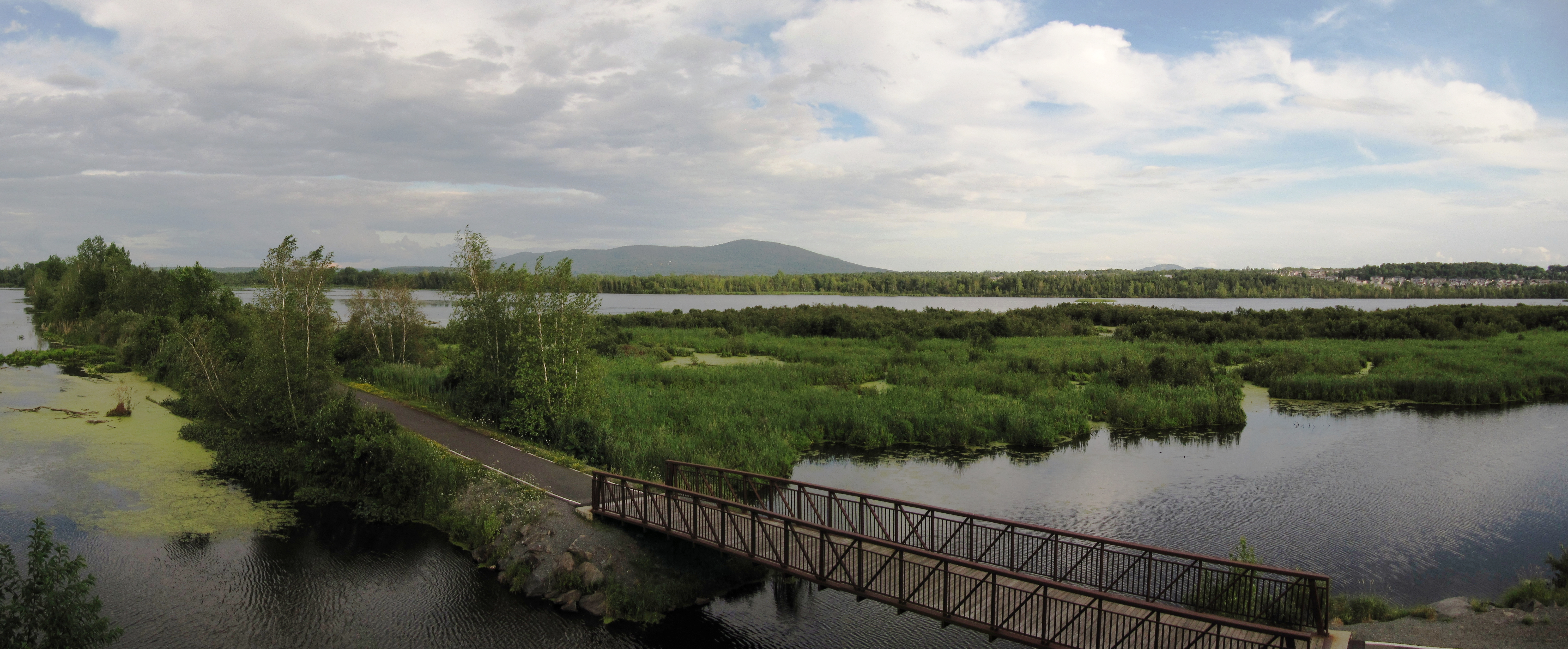
Panorama de la section sud du lac Boivin

Panorama du réservoir Lemieux

## Historique

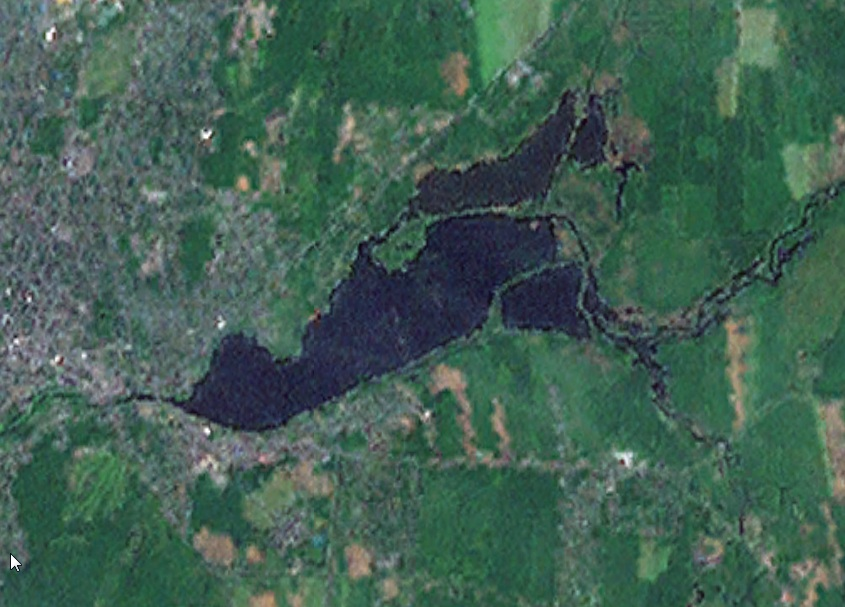
Vue satellite

Le lac Boivin fut créé à la suite de la construction de divers barrages sur la rivière Yamaska Nord au début du XIXe siècle qui offrait un potentiel hydraulique intéressant des industriels américains à installer des usines et manufactures à Granby. Le lac porte alors le nom de lac Granby.
Vers la fin du XIXe siècle, divers problèmes de pollution surviennent à la suite de la création de davantage de manufactures et d'un réseau d'égouts municipaux, alors que la ville compte 3 500 habitants. Les égouts se déverseront directement dans la rivière Yamaska jusqu'en 1985, lors de l'installation d'une usine d'épuration.

## Environnement
Le lac Boivin est reconnu comme une Zone importante pour la conservation des oiseaux (ZICO) et vise notamment le canard noir.

## Toponymie
Le lac Granby a été rebaptise en lac Boivin en 1980 en l'honneur de Pierre-Horace Boivin, maire de la ville de Granby de 1939 à 1964 et fondateur du zoo de Granby.
Ce changement de nom a été fait lors de la création par Paul-Olivier Trépanier du Comité d'aménagement du Lac Boivin devenu depuis le Centre d'interprétation de la nature du lac Boivin.